# 25088 Yoshimura
25088 Yoshimura este un asteroid din centura principală de asteroizi.

## Descriere
25088 Yoshimura este un asteroid din centura principală de asteroizi. A fost descoperit pe 14 septembrie 1998 la Socorro, New Mexico, în cadrul proiectului LINEAR. Asteroidul prezintă o orbită caracterizată de o semiaxă mare de 2,59 ua, o excentricitate de 0,11 și o înclinație de 2,8° în raport cu ecliptica.